# 大原 (世田谷区)
大原（おおはら）は、東京都世田谷区の地名。現行行政地名は大原一丁目および二丁目。住居表示実施済区域。

## 地理

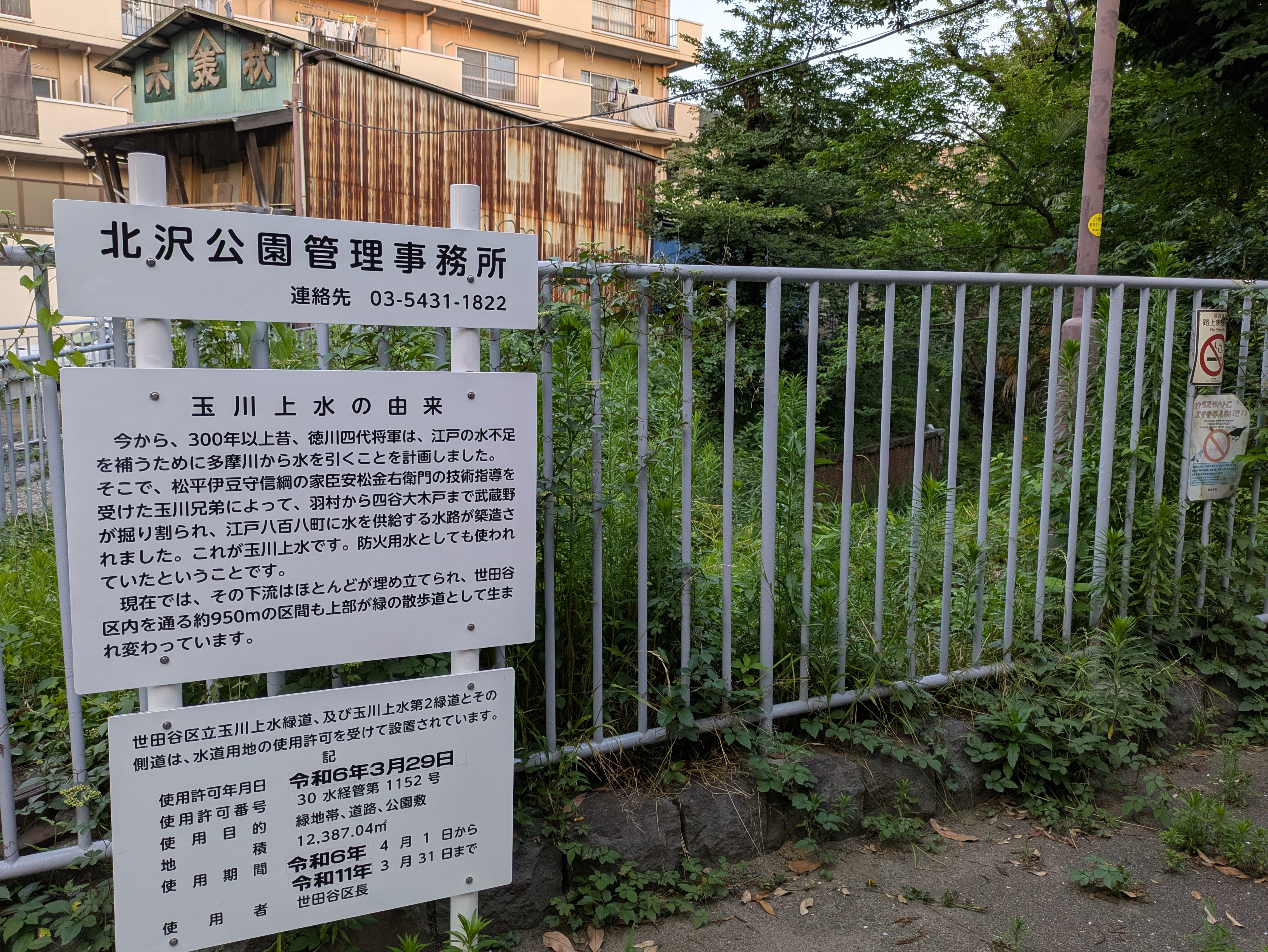
玉川上水(2025年6月)

世田谷区の北部に位置し、北沢地域に当たる。東で北沢、南で代田、西で羽根木・松原、北で杉並区和泉・方南、渋谷区笹塚に接する。地形は武蔵野台地上の平坦な部分が多く概ね南向きに緩やかに下る傾向がある。

### 河川
- 玉川上水 ｰｰｰ 街区北部に流路を形成。暗渠化され、上部は公園等として整備されている。

### 概要
幹線道路沿い、駅周辺等に商業地がある他は住宅地が多い。
一丁目は、北沢五丁目・大原一丁目地区防災街区整備地区計画が指定され、地区計画の目標として、次の通りとされている。
「住みよく災害に強いまち」の実現を目標に、適正な土地利用の実現、道路の整備、建築物の不燃化や密集化の防止、公園等のオープン・スペースの充実及び緑の維持・創出などを図り、修復型街づくりを前提に、快適な居住環境の形成及び災害に強い市街地への誘導を図る。

### 地価
住宅地の地価は、2025年（令和7年）1月1日の公示地価によれば、大原1-3-6の地点で85万円/m2となっている。

## 歴史
元々、東京府荏原郡代田村の一部であった。世田ヶ谷村への合併、東京市編入などの過程で代田から分離され、1964年（昭和39年）の住居表示実施により現在の形となった。
大正時代に和田堀給水所が設置された。各種史料等によると、京王線、幹線道路の開通等を契機に、農村から市街地化していった。

## 世帯数と人口
2025年（令和7年）1月1日現在（世田谷区発表）の世帯数と人口は以下の通りである。
| 丁目       | 世帯数    | 人口    |
| ---------- | --------- | ------- |
| 大原一丁目 | 3,606世帯 | 5,384人 |
| 大原二丁目 | 2,043世帯 | 2,923人 |
| 計         | 5,649世帯 | 8,307人 |

### 人口の変遷
国勢調査による人口の推移。
| 年                 | 人口  |
| ------------------ | ----- |
| 1995年（平成7年）  | 7,909 |
| 2000年（平成12年） | 7,716 |
| 2005年（平成17年） | 8,148 |
| 2010年（平成22年） | 8,131 |
| 2015年（平成27年） | 7,854 |
| 2020年（令和2年）  | 8,384 |

### 世帯数の変遷
国勢調査による世帯数の推移。
| 年                 | 世帯数 |
| ------------------ | ------ |
| 1995年（平成7年）  | 4,252  |
| 2000年（平成12年） | 4,530  |
| 2005年（平成17年） | 5,119  |
| 2010年（平成22年） | 5,123  |
| 2015年（平成27年） | 5,046  |
| 2020年（令和2年）  | 5,567  |

## 学区
区立小・中学校に通う場合、学区は以下の通りとなる（2024年8月現在）。
| 丁目       | 番地 | 小学校                 | 中学校               |
| ---------- | ---- | ---------------------- | -------------------- |
| 大原一丁目 | 全域 | 世田谷区立下北沢小学校 | 世田谷区立北沢中学校 |
| 大原二丁目 | 全域 | 世田谷区立下北沢小学校 | 世田谷区立北沢中学校 |

## 交通

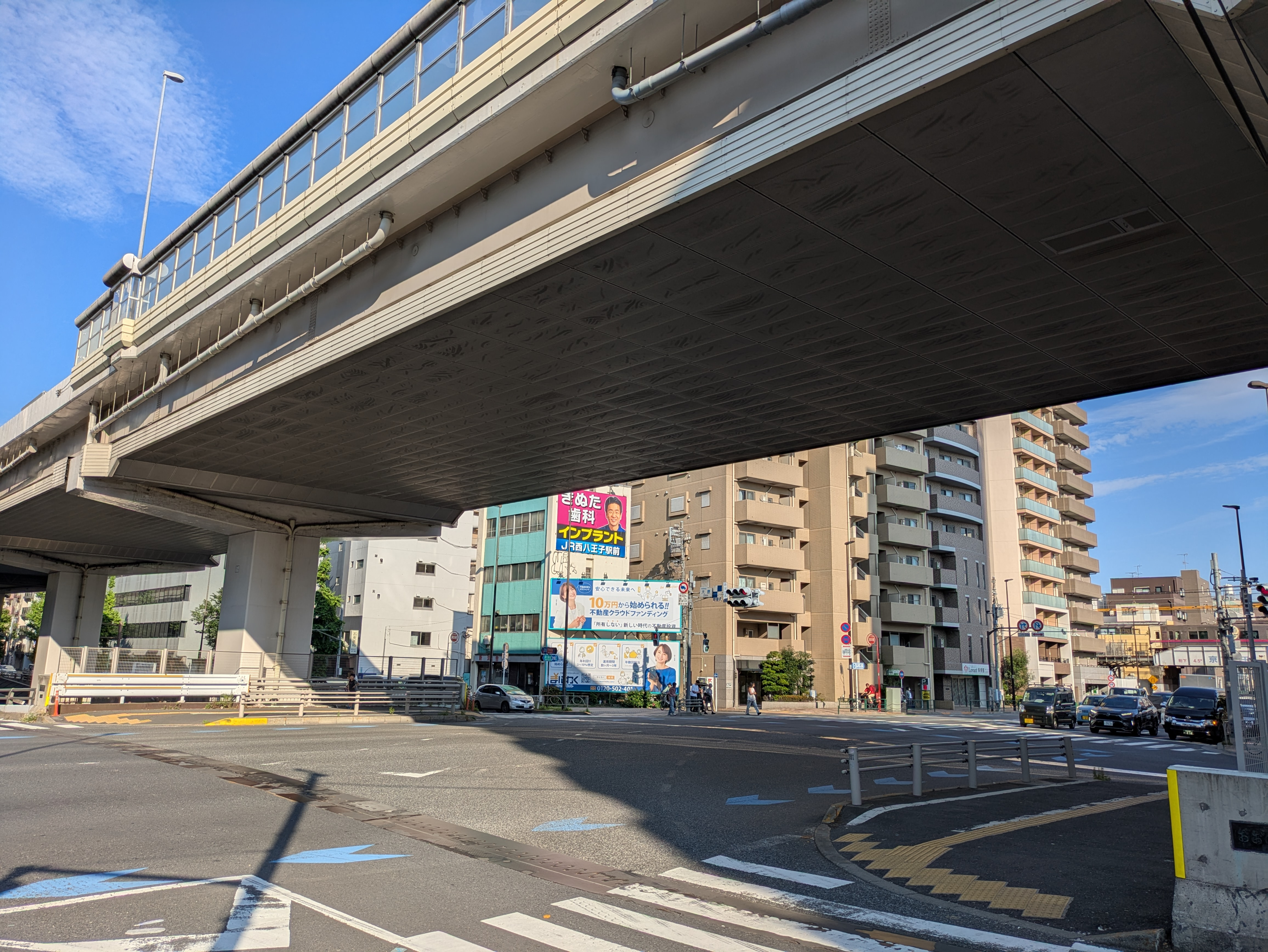
大原交差点(2025年6月)

### 鉄道
| 街区内に設置されている駅 |
| ------------------------ |
| 京王線 - 代田橋駅(KO 05) |

### バス
- 京王バス中野営業所が存在。近隣の路線を運行している。
- 都営バス杉並支所が存在。京王バスと一部路線を共同運行している。

2025年6月29日までは、小田急バス吉祥寺営業所が近隣の路線を運行していた。

### 道路
- 井ノ頭通り - 街区東西に通る。井の頭通りは元々水道道路であるが、沿道に和田堀給水所がある。
- 甲州街道 - 街区北部で接する。
- 環七通り - 街区南北に通る。

世田谷区北沢地域には珍しく道路交通の要衝としての面が強く、特に甲州街道と環七通りが交わる大原交差点は都内有数の交通量がある。

## 事業所
2021年（令和3年）現在の経済センサス調査による事業所数と従業員数は以下の通りである。
| 丁目       | 事業所数  | 従業員数 |
| ---------- | --------- | -------- |
| 大原一丁目 | 121事業所 | 800人    |
| 大原二丁目 | 159事業所 | 921人    |
| 計         | 280事業所 | 1,721人  |

### 事業者数の変遷
経済センサスによる事業所数の推移。
| 年                 | 事業者数 |
| ------------------ | -------- |
| 2016年（平成28年） | 315      |
| 2021年（令和3年）  | 280      |

### 従業員数の変遷
経済センサスによる従業員数の推移。
| 年                 | 従業員数 |
| ------------------ | -------- |
| 2016年（平成28年） | 1,762    |
| 2021年（令和3年）  | 1,721    |

## 施設
- 世田谷区立下北沢小学校
- 大原稲荷神社
- 和田堀給水所

## その他

### 日本郵便
- 郵便番号 : 156-0041[2]（集配局 : 千歳郵便局[14]）。